# Parabolivina
Parabolivina es un género de foraminífero bentónico de la familia Bolivinidae, de la superfamilia Bolivinoidea, del suborden Buliminina y del orden Buliminida. Su especie tipo es Parabolivina peruensis. Su rango cronoestratigráfico abarca el Holoceno.

## Discusión
Clasificaciones previas incluían Parabolivina en el suborden Rotaliina del orden Rotaliida.

## Clasificación
Parabolivina incluye a las siguientes especies:
- Parabolivina peruensis